# Benissuera
Benissuera – gmina w Hiszpanii, w prowincji Walencja, we wspólnocie autonomicznej Walencja, o powierzchni 2,12 km². W 2011 roku liczyła 196 mieszkańców.